# プロサッカークラブをつくろう!
『プロサッカークラブをつくろう!』は、セガから発売されているサッカークラブ経営シミュレーションゲームである。通称は「サカつく」。

## 概要
Jリーグ開幕の3年後である1996年（平成8年）に1作目『Jリーグ プロサッカークラブをつくろう!』（セガサターン）が発売されて以来、以降2013年（平成25年）の『Jリーグ プロサッカークラブをつくろう!8 EURO PLUS』（PlayStation Portable）まで20作が発売されている。
現実のサッカー日本代表のFIFAワールドカップ出場などの追い風もあり、複数のタイトルが売り上げ50万本を超え、2003年発売の『J.LEAGUEプロサッカークラブをつくろう!3』まででシリーズ累計300万本を売り上げるなど、ヒットシリーズとなった。
プレイヤーはサッカークラブのオーナーとなり、チームの運営や施設・人事の管理、選手育成などを行う。試合中にプレイヤーは選手交代や一部の作戦指示が行えるのみで、選手を直接的に操作することはできない。そのためチーム育成がクラブ成績に影響し、クラブ成績がクラブの収入つまりは経営にも影響することとなる。このように経営シミュレーションゲームと育成シミュレーションゲームの要素を併せ持つことが、本作の最大の特徴である。
プレイヤーが運営するチームは新規参入チームとなっている作品が大部分であるが、一部作品においては既存のJリーグ所属チームを選択してゲームを開始することも可能。また、舞台は基本的に日本（Jリーグ）であるが、2006年（平成18年）発売の『プロサッカークラブをつくろう! ヨーロッパチャンピオンシップ』（PlayStation 2）においてはイングランド・フランス・ドイツ・イタリア・スペイン・オランダから所属リーグを選択するシステムとなっている。
セーブデータを持ち寄っての対戦機能が搭載されており、ドリームキャスト版『Jリーグ プロサッカークラブをつくろう!』以降は通信対戦にも対応している。また、2007年（平成19年）にはこれを発展させたオンラインゲーム『プロサッカークラブをつくろう!ONLINE』も発売された。なお、1作目から据え置きハード作品では全面実録音声による解説・コメンテーターが付けられている。
ナンバリングタイトルは6、7と2作連続で携帯機であるPSPで発売され、ニンテンドーDSでも「サカつく DS」シリーズ2作品が発売されている。携帯機でリリースする理由として、6、7のプロデューサーの山田理一郎は、サカつくのメインユーザーが家庭を持つ年齢であるため、家族に文句を言われないようにこっそりプレイできることを理由として挙げている。

## システム

### 選手

#### 名前
JFA MAX・J-STATS OPTAライセンスを取得しているため、1作目からJリーグの現役選手は全て実名で登場している。2003年（平成15年）発売の『3』からはFIFProライセンスを取得しており、一部の海外リーグ所属の現役選手も実名で登場している。2004年（平成16年）発売の『Jリーグ プロサッカークラブをつくろう!'04』からは、ゲーム中で解説を担当している木村和司など多くのOB選手も実名で登場している。
前記した『Jリーグ プロサッカークラブをつくろう!'04』において多数のOB選手が実名登場したが、それ以前はOB選手をイメージしたモデル選手が登場しており、それらの選手は「グレートプレーヤー」や「ファンタスティックグレートプレーヤー」と呼ばれていた。それらの選手の名前は本名をもじったもの（釜本邦茂→河本鬼茂 など。細貝萌→細目朋など読みよりも字面が似ていることを重視した名前もある）であったり、その選手をイメージさせる言葉（福田正博→浦和九 など）であった。『3』以前の海外リーグ所属の日本人選手についても同様であった。
その他、全くの架空選手が無数に登場している。同じ名前の選手は作品が異なっても近い能力であることが多いため、有力選手はシリーズ名物として親しまれている。そのため、実名登場が増えるにつれてモデル選手は置き換えられていったものの既にシリーズ名物となっていた選手も含まれていたため、川内義和（川口能活）や本村和也（木村和司）などモデルと実名の両方が登場しているケースも増えている。
なお、『'04』には、同シリーズをモチーフに描かれた能田達規の漫画『ORANGE』から主要キャラクターが登場している。『サカつく プロサッカークラブをつくろう』ではプロレスラーの男色ディーノをモデルとしたディーノが登場している（ポジションはGK）。

#### 基本ステータス
選手の能力は「シュート」や「タックル」といった細かい能力設定がされているものの、ゲーム上ではオフェンスとディフェンスのバー、あるいは6角形のレーダーチャートのみで簡易に表示される（一部作品でのみ詳細な表示がされる）。成長がピークの時期は選手ごとに異なり、早熟（23歳頃までにピークを迎える）から晩成（30台でピークを迎える）まで様々。選手ごとに育成可能な能力の限界値が定められているが、ピークを迎えていない選手は一時的に最大値が抑えられている場合もあり、ピークを過ぎた選手は徐々に限界値も低下していく。
各選手のアイコンは以下のようにポジションごとに色分けされており、コンディションに応じてアイコンの表情が変化する。複数のポジションに適正のある選手は、メインポジションで表示される。
| 作品                                                                      | GK       | CDF       | SDF       | DMF       | SMF       | OMF       | FW       | WG       |
| ------------------------------------------------------------------------- | -------- | --------- | --------- | --------- | --------- | --------- | -------- | -------- |
| 初期 「プロサッカークラブをつくろう5」以降                                | GK（赤） | DF（青）  | DF（青）  | MF（黄）  | MF（黄）  | MF（黄）  | FW（緑） | FW（緑） |
| 「サカつく2002」                                                          | GK（赤） | CDF（青） | SDF（水） | DMF（橙） | OMF（黄） | OMF（黄） | FW（緑） | FW（緑） |
| 「プロサッカークラブをつくろう3」 「プロサッカークラブをつくろう ONLINE」 | GK（赤） | CDF（青） | SDF（水） | DMF（橙） | SMF（黄） | AMF（黄） | FW（緑） | WG（緑） |
| 「プロサッカークラブをつくろう'04」                                       | GK（赤） | CDF（青） | SDF（水） | DMF（橙） | SMF（黄） | AMF（黄） | FW（緑） | FW（緑） |
| 「ヨーロッパチャンピオンシップ」                                          | GK（赤） | CDF（青） | SDF（青） | DMF（橙） | SMF（橙） | OMF（橙） | FW（緑） | WG（緑） |

#### 性格
選手は全て数パターン用意された性格に分類されており、性格に応じて口調や連携の繋がりやすさも変わる。例を挙げれば架空選手の萩原忠志に代表されるタイプは温厚な口調でほとんどの選手と連携が繋がるが、岩城聡史に代表されるタイプは自分勝手で特定のタイプとしか連携は繋がらない。連携はチームとしての総合的な能力に影響するため、相性の悪い選手ばかりであれば必然的にチーム力も低下する。また、性格＝選手同士の相性でもあるため、相性の悪い選手がチーム内に存在すると不満を蓄積していく。
ただし、同じチームに所属する選手や同年代に活躍した選手同士、兄弟や師弟関係の選手同士など、これらの相性を無視して最初から最高レベルの連携を発揮する組み合わせが存在する。逆に過去にトラブルのあった間柄やライバル関係にある選手同士などでは、相性の良いタイプ同士であっても一切連携は繋がらない。

#### プレイスタイル
『'04』から導入されたシステム。
選手個々が持つ概念で、試合中の選手の役割を示す。練習の中で身に付けるもので、複数のプレイスタイルを習得することで、上位のプレイスタイルを習得することもある。中には練習では身に付けることができない、特殊なプレイスタイルも存在する。
特定のフォーメーションと戦術、選手配置が行われた場合、一時的に選手の能力値が上昇する「フォーメーションコンボ」が成立する。

#### ポリシー
『プロサッカークラブをつくろう! ヨーロッパチャンピオンシップ』から導入されたシステム。
監督や選手のそれぞれに得意とするスタイルが設定されており、以下の4つの方向性を基にしたチャート表で表される。
カウンター
手数をかけず、シンプルな攻めによるカウンター作戦に重点を置く。ポゼッションと相反する。
ポゼッション
人数をかけ、パスワークを中心とした攻撃でボール支配率を高める。カウンターと相反する。
組織
組織力を重視し、プレスなどチーム全体での戦術を得意とする。個人能力と相反する。
個人能力
チーム内の能力の高い選手にボールを集め、個の技術により局面を打開する。組織と相反する。
監督のポリシーは4角形や円、選手のポリシーは点で与えられている。監督にポリシーにフィットしたポリシーを持つ選手ほど試合中に能力を発揮でき、逆にフィットしていない選手は能力が発揮できず不満も蓄積する。フィットした選手が多いほどチーム全体の能力も増していき、『ヨーロッパチャンピオンシップ』においては特定の場所にスタメンのポリシーが集まった場合に選手の能力が上昇する「ポリシーコンボ」が存在する。
なお、監督のポリシーは変動しないが、選手のポリシーは年月を経ることである程度変化する。監督の指導力に応じて変動幅は異なるが、個性の強い選手ほど移動幅は小さい。

#### エディット選手
1997年（平成9年）発売の『Jリーグ プロサッカークラブをつくろう!2』で初採用され、2008年（平成20年）発売の『サカつくDS タッチandダイレクト』を除いて採用されているシステムで、チームにオリジナルの選手を編入することができる（導入当初は3人、後の作品では1人）。
作成する選手の名前や外見、ポジションや利き足などはプレイヤーが任意に設定できるが、能力値はランダムに設定される。一部作品ではトップチームで活躍させ続けると子供が生まれ、後にユースに所属するようになる。子供は親と同じポジションで能力も近いが、親よりもやや能力が上昇している。
一部作品では名前やポジションなどを特定のものにすることで有力選手が登場する「特殊エディット」が採用されていた。2002年（平成14年）発売の『サカつく2002 Jリーグ プロサッカークラブをつくろう!』では、『キャプテン翼』の大空翼や『オフサイド』の熊谷五郎、『シュート!』の田仲俊彦などサッカー漫画の登場人物のほか、湯川英一、せがた三四郎などが採用されている。また、『ヨーロッパチャンピオンシップ』ではクライフやジーコなどの実在の往年の名選手が採用されている。

### スタッフ

#### 監督
選手同様一部作品では実名で登場している監督もいるものの、モデル監督が大部分となっている。練習や試合での采配は、監督ごとに与えられた指導能力や思考傾向に応じて行われる。練習効果や試合采配は、得意とする戦術を選択しているほうが効果的に行われる。なお、プレイヤーチーム以外には「監督」の概念は存在しない。『7』以降はプレイヤーの肩書が「全権監督」であることから、代わりに「コーチ」が登場しているが、『6』以前の「監督」とほぼ同等である。

#### スカウト
スカウトの得意分野は、獲得リストにリストアップされる選手の方向性に影響する。初期のシリーズではリストアップされた選手に対してのみ獲得交渉を行うことができたが、特定のスカウトと契約しないと一部選手がリストアップすらされない「固定スカウト」と呼ばれるスカウトが存在していた。後のシリーズでそのシステムは廃止されたが、その後も特定のスカウトと契約しているとリストアップされやすい「半固定スカウト」と呼ばれるシステムが存在していた。『3』からは選手を指定しての直接交渉が可能となり、その際の交渉の成否や移籍金の額にもスカウトの能力は影響する。

### 試合
前述の通り、プレイヤーは試合中選手を直接操作することはできず、時に「選手交代」などの指示を出す程度で試合を傍観することになる。
『'04』以前の作品ではチャンスシーンなどをつなぎ合わせたダイジェスト方式であったが、「90分の試合を鑑賞したい」との要望から『ヨーロッパチャンピオンシップ』ではフルタイム方式が採用された。フルタイム方式が採用されたのは次作『Jリーグ プロサッカークラブをつくろう!5』までで、その後はダイジェスト方式へと戻されているが、擬似的なフルタイム方式となっている。普段は結果をみるのような画面になっていて、
チャンスシーンのみダイジェスト方式になる。
『Jリーグ プロサッカークラブをつくろう!2』からは、チームの総合能力が高い場合、画面が光るとともにスーパープレイを繰り出す「光プレイ」と呼ばれるシステムが採用されている。
第1作目の実況は松岡俊道が担当と解説者は大場真人だが、その後の据え置きハード作品での実況は八塚浩が担当。『3』以降の解説は木村和司、水沼貴史、永島昭浩、『'04』では反町康治『5』小倉隆史等が務めている。なお、一部作品ではパンツェッタ・ジローラモが解説やピッチレポートを担当している。

## ライバルクラブ
プレイヤークラブがリーグに加盟すると、同時にライバルクラブが加盟する。『サカつく2002 Jリーグ プロサッカークラブをつくろう!』までの作品ではプレイヤークラブと競合しないよう、遠方の都市に設けられるケースが多かったが、『3』からは同都道府県内あるいは同都市など近隣に設けられることが増え、直接対決はいわゆるダービーマッチとして扱われるようになった。

### クラブオーナー
油野 茂一
登場作品：'04、6
名前はロマン・アブラモヴィッチ、外見は関口房朗がモデル。
ABRANO GROUPの代表で、選手コレクターとして知られる大富豪。『Jリーグ プロサッカークラブをつくろう!'04』では、クラブチーム「オイリス」を立ち上げ、プレイヤーの本拠地と同じ都道府県の別都市（自クラブが東京23区内を選択した場合は23区内。逆に23区以外の東京都の都市をホームタウンにすると、オイリスも23区内にはホームタウンを設立しない。）をホームタウンとしてJ2に加盟する。
オイリスには『3』で初期の有力選手であったバギレラやモルドク、アン・タンシェンなどが発足直後から所属しており、年数が経つと世界的にトップクラスの実力を持つ選手も補強するようになる。
『'04』の作中では、プレイヤーがシーズン中に有力選手を補強するとオイリスも同等の選手を補強し、プレイヤーが交渉失敗した選手を翌月に補強したり、オイリス所属の選手へオファーを油野自身が断るなど強いライバル意識を持っている。また、プレイヤーが長期間スタジアムを増築しないままであった場合、「君のスタジアムは古い」などと嫌がらせの電話がかかってくる。
プレイヤーがチャンピオンシップを制すると、茂一は成績不振を理由にオーナーを解任され、その後は息子の輝雄が引き継ぐこととなる。
『J.LEAGUE プロサッカークラブをつくろう!6 Pride of J』では、選手の外部ダウンロード施設を管理しており、選手をABRANO GROUPから派遣するという形がとられている。
エストデーラ
登場作品：EU、6
ビッグバンコンツェルンのトップで、自称「経済界の貴公子」。「ビックバーン」が口癖。
『ヨーロッパチャンピオンシップ』では、リーグへの新規参入を目指してプレイヤーチームの買収を画策するが2部昇格により立ち消え、本拠地を同じくする別の2部所属チームを買収して参入を果たす。
『6 Pride of J』では、世界中のトップクラブが参加するリーグ戦、ワールドプレミアシップを立ち上げている。
三由野 秀康
登場作品：5
プレイヤーチーム発足と同時に、同じ都市に発足したライバルチーム「ネメシス」のオーナー。
プレイヤーに対して強いライバル意識を持ち、ゲーム開始直後にプレイヤーチームに所属しているベテランの河本鬼茂を引き抜いてくる。
八田 亜矢子
登場作品：6
八田亜矢子がモデル。
ライバルチーム（ゲーム開始時に任意で選択）のオーナー。就任直後に経営危機に陥っていたチームを立て直したため、経営者として経済界からも注目されている。やや高飛車な口調ではあるが、新規参入のプレイヤーにアドバイスを送るなど、サッカー界の盛り上げに熱心。
プレイヤーチームとのダービーマッチで連敗すると、サポーターによって責任を取らされる形でオーナーを解雇され、別のJ1以外のチームのオーナーとして活動していたが、プレイヤーチームの優勝を見て秘書としての協力を申し出る。

## 各シリーズ
| 1996 | Jリーグ プロサッカークラブをつくろう!                      |
| 1997 | Jリーグ プロサッカークラブをつくろう!2                     |
| 1998 |                                                            |
| 1999 | Jリーグ プロサッカークラブをつくろう!（DC版）              |
| 2000 | サカつく特大号 Jリーグ プロサッカークラブをつくろう!       |
| 2001 | サカつく特大号2 Jリーグ プロサッカークラブをつくろう!      |
| 2002 | サカつく2002 Jリーグ プロサッカークラブをつくろう!         |
| 2002 | Jリーグ プロサッカークラブをつくろう!（PC版）              |
| 2002 | Jリーグ プロサッカークラブをつくろう!アドバンス            |
| 2003 | Jリーグ プロサッカークラブをつくろう!3                     |
| 2004 | Jリーグ プロサッカークラブをつくろう!'04                   |
| 2004 | Jリーグ プロサッカークラブをつくろう!モバイル              |
| 2005 | Jリーグ プロサッカークラブをつくろう!モバイル2             |
| 2006 | プロサッカークラブをつくろう! ヨーロッパチャンピオンシップ |
| 2007 | Jリーグ プロサッカークラブをつくろう!5                     |
| 2007 | プロサッカークラブをつくろう!ONLINE                        |
| 2008 | Jリーグ プロサッカークラブをつくろう!モバイル3             |
| 2008 | サカつくDS タッチandダイレクト                             |
| 2009 | プロサッカークラブをつくろう!ONLINE2                       |
| 2009 | Jリーグ プロサッカークラブをつくろう!6 Pride of J          |
| 2009 | Jリーグ プロサッカークラブをつくろう!ONLINE                |
| 2010 | サカつくDS ワールドチャレンジ2010                          |
| 2011 | Jリーグ プロサッカークラブをつくろう!7 EURO PLUS           |
| 2012 | サカつくSワールドスターズ                                  |
| 2013 | サカつく プロサッカークラブをつくろう（PS3/PS Vita版）     |
| 2013 | Jリーグ プロサッカークラブをつくろう!8 EURO PLUS           |
| 2013 | サカつくシュート!                                          |
| 2014 |                                                            |
| 2015 |                                                            |
| 2016 |                                                            |
| 2017 |                                                            |
| 2018 | プロサッカークラブをつくろう!ロード・トゥ・ワールド        |
| 2019 |                                                            |
| 2020 |                                                            |
| 2021 |                                                            |
| 2022 |                                                            |
| 2023 |                                                            |
| 2024 |                                                            |
| 2025 | プロサッカークラブをつくろう!2025                          |

- Jリーグ プロサッカークラブをつくろう!（1996年2月23日、セガサターン）
Jリーグ加盟14チーム+自チームとライバルチームの16チーム。システムや試合シーンは未成熟で難易度も高いとされるが、画期的な要素を含んだシミュレーションゲームであったため、サッカーファンを強く惹きつけた。
- Jリーグ プロサッカークラブをつくろう!2（1997年11月20日、セガサターン
Jリーグ加盟17チーム+自チームとライバルチームの19チーム。システムが大幅に改善され、試合シーンがリアルになった。Jリーグ1部昇格を賭け、JFLの残り3試合を戦うところから始まる。シリーズ中難易度最低とも言われ、「光プレイ」や「エディット選手」が初めて採用されたのも今作である。現実のサッカー日本代表が翌1998年フランス大会でのFIFAワールドカップ初出場を決めた追い風もあり、50万本を超えるヒット作となった[2]。
- Jリーグ プロサッカークラブをつくろう!（1999年9月30日、ドリームキャスト）
ドリームキャスト初のサッカーゲーム。2部リーグ制が採用され、J1加盟16チーム、J2加盟10チーム+自チームとライバルチームの12チーム。ハードを移植したことでグラフィック面が大幅に向上し、ネットワーク対応により選手ダウンロードや大会開催などのサービスが行われた。しかし、ネットワークに繋がないと全ての選手が登場しないなどの問題が残った。難易度は低めと言われるが、ある程度年数が経過すると他チームが補強されるなど飽きさせない工夫がなされた。
- サカつく特大号 Jリーグ プロサッカークラブをつくろう!（2000年12月21日、ドリームキャスト）
前作をベースに、J2新規参入チームや既存の選手のデータを更新したもの。引き続きネットワークによるサービスが行われたが、ネットワークに繋がなくとも全ての選手は登場するなど改善が行われた。新しい得点シーンやカメラシーンが追加されている[5]。
- サカつく特大号2 Jリーグ プロサッカークラブをつくろう!（2001年12月13日、ドリームキャスト）
前作同様、J2新規参入チームや既存の選手のデータを更新したもの。セガハードの最後の作品で総集編と位置づけられており、歴代の名架空選手達が総登場している。
- サカつく2002 Jリーグ プロサッカークラブをつくろう!（2002年3月7日、PlayStation 2）
J1加盟16チーム、J2加盟12チーム+自チームとライバルチームの14チーム。所属選手枠が22人に拡大された。同年に2002 FIFAワールドカップが開催された影響からか、50万本を超える非常に好調な売り上げを記録した[1]。
- Jリーグ プロサッカークラブをつくろう!（2002年6月6日、Microsoft Windows）
チーム数は上記と同様だがゲームのシステムは特大号2のものがベースとなっている。2002年12月9日にはパワーアップキットが発売され、導入すると一部にサカつく2002のシステムが導入される。
- Jリーグ プロサッカークラブをつくろう!アドバンス（2002年9月5日、ゲームボーイアドバンス）
チーム数は上記と同様だが、オリジナルチームは追加されず、プレイヤーはJリーグ所属チームからチームを選択する。また、プレイヤー自身の位置づけも「監督」であるなど、これまでの作品とは違った観点の作品となっている。
- Jリーグ プロサッカークラブをつくろう!3（2003年6月5日、PlayStation 2）
J1加盟16チーム、J2加盟12チーム+自チームとライバルチームの14チーム。「ゲームプラン」の概念が採用され、試合を見なくとも選手交代の指示が可能になった。また、グラフィックが向上した反面ロード時間が非常に長くなったとの指摘もある。イメージキャラクターは小野伸二。イメージキャラクターを採用したシリーズ最初の作品である。売り上げ50万本以上のヒットを記録[1]。当初は2003年3月20日に発売の予定をされていたが、「予期せぬ重大な不具合が発覚した。」為、当初から3ヶ月遅れで無事に発売をした。
- Jリーグ プロサッカークラブをつくろう!'04（2004年6月24日、PlayStation 2）
チーム数は前作と同様。長くプレイできるためのシステムとして、「プレイスタイル」や「フォーメーションコンボ」といった選手能力要素の追加、Jリーガーの経年能力補正や同じメンバーで戦い続けたときのモチベーション低下などの要素が加わった。ロード時間も、ある程度は改善された。イメージキャラクターはアーセン・ヴェンゲル。
- Jリーグ プロサッカークラブをつくろう!モバイル（2004年、iアプリ・EZアプリ・S!アプリ）
- プロサッカークラブをつくろう! ヨーロッパチャンピオンシップ（2006年3月29日、PlayStation 2）
イメージキャラクターはロベルト・バッジョ。シリーズで唯一、英語翻訳された海外版も発売された。
- Jリーグ プロサッカークラブをつくろう!モバイル2（2005年、iアプリ・EZアプリ・S!アプリ）
- Jリーグ プロサッカークラブをつくろう!5（2007年2月1日、PlayStation 2）
J1加盟18チーム、J2加盟13チーム+自チームとライバルチームの15チーム。据え置きハード作品では前作に引き続いてフルタイム方式を採用しており、マーケティングや秘書ブログなど新しい要素を織り込んでいる一方で、所属選手の人数は最高で18人と大幅に削減されている。イメージキャラクターは三浦知良。
- プロサッカークラブをつくろう!ONLINE（2007年4月24日、Microsoft Windows）
月額課金制。
- Jリーグ プロサッカークラブをつくろう!モバイル3（2008年、iアプリ）
- サカつくDS タッチandダイレクト（2008年11月20日、ニンテンドーDS）
イメージキャラクターはナインティナイン。
- プロサッカークラブをつくろう!ONLINE2（2009年4月22日、Microsoft Windows）
前作の月額課金制から基本料金無料のアイテム課金制に移行。2010年4月20日にサービス終了。
- Jリーグ プロサッカークラブをつくろう!6 Pride of J（2009年11月12日、PlayStation Portable）
J1加盟18チーム、J2加盟18チーム+オリジナルチーム2チームの20チーム。据え置きハードのシステムに近い作品。プレイヤーは新規にチームを作成するか既存の36チームをベースとして作成するかを選択できる。プレイヤーが既存のチームから選択した場合でも、オリジナルチームは必ず2つ追加される。ライバルチームはプレイヤーが選択しなかった計37のチームから任意のチームを選択する方式で、ライバルチームのオーナーには八田亜矢子、監督にはラモス瑠偉が就任してイベントも発生する。前述の八田亜矢子のほか、自クラブの初期秘書皆藤愛子など、セント・フォース所属のタレントがキャラクターとして起用されている。新規に登場する実名OB選手や現役選手の能力については、事前のユーザーアンケートの結果が反映されている。イメージキャラクターはイビチャ・オシム。
  - ゲスト出演（※印のキャラクターは条件を満たせばプレイヤーチームの秘書にすることができる）
    - イビチャ・オシム - プレイヤーチームのアドバイザー
    - 皆藤愛子 - プレイヤーチームの初期秘書
    - 山岸舞彩 - ※ローカルTV番組のリポーター
    - 大澤亜季子 - ※地元スポンサー企業の社長令嬢
    - 鷲尾春果 - ※地元大学の大学生
    - 伊藤友里 - ※OL
    - ラモス瑠偉 - ライバルチーム監督
    - 八田亜矢子 - ※ライバルチームオーナー
- Jリーグ プロサッカークラブをつくろう!ONLINE（Microsoft Windows） - 2009年11月18日、エキシビショントライアル開始。2010年4月1日正式サービス開始。
- サカつくDS ワールドチャレンジ2010（2010年5月27日、ニンテンドーDS）
- Jリーグ プロサッカークラブをつくろう!7 EURO PLUS（2011年8月4日発売、PlayStation Portable）
Jリーグ（J1加盟18、J2加盟各20チーム＋オリジナル1チーム）に加え、イングランド・スペイン・イタリア・オランダ・ドイツ・フランスの6カ国のトップリーグ（合計116チーム）を収録。プレイヤーがオーナーではなく全権監督となる。プレイヤーの役割が変わるのはJリーグ プロサッカークラブをつくろう!アドバンス以来2作目。Jリーグカップがこの作品から現実と同じくスポンサー名を入れた「ヤマザキナビスコカップ」となり、またサッカー専門誌としてエル・ゴラッソが実名で登場。また、プレイステーションなど、ランダムで実在する企業をスポンサーにすることができる。イメージキャラクターはドラガン・ストイコビッチ。ゲーム内では選手としても登場し、彼が名古屋グランパスエイトに移籍した後のエピソードもイベントで再現。また、期間限定のブラウザゲーム「ブラウザバトル」に本編データをアップロードさせて対戦が可能。発売後にソフトウェアアップデートを実施し、1回目のアップデートで前作にも出演した伊藤友里が秘書候補に追加される。2回目のアップデートで新たにアルゼンチンとブラジルのチームをプレー可能になる。
  - ゲスト出演（※印のキャラクターは条件を満たせばプレイヤーチームの秘書にすることができる。☆はTVCMに出演）
    - ドラガン・ストイコビッチ - 選手（特別イベントあり）
    - セルジオ越後 - 辛口コメンテーター
    - 片瀬那奈 - プレイヤーチームの初期秘書
    - 日々野真理 - ※TV番組のリポーター
    - 寺田ちひろ - ※TV番組の新人リポーター
    - 伊藤友里 - ※OL
    - パンツェッタ・ジローラモ - ☆スカウト。イタリアにコネを持つ。
    - トニー・クロスビー - ☆スカウト。イングランドにコネを持つ。
    - ディエゴ（ストロベビー） - スカウト。南米にコネを持つ。
    - U字工事 - ☆栃木チーム（ゲームオリジナルクラブで作内登場の栃木SCではない）のサポーター
- サカつくSワールドスターズ（2012年6月25日、Mobage、共同開発:Cygames、2012年9月1日、mixiゲーム、共同開発：グレンジ、2014年1月9日、SP版Ameba、共同開発：CyberX）
ガチャを回し高レアリティカードを集めてデッキの育成・強化を図るなど、カードゲームをベースとしたソーシャルゲーム仕様のため、他のシリーズとはゲームシステムが大きく異なる。
- サカつく プロサッカークラブをつくろう（2013年10月10日、PlayStation 3/PlayStation Vita）
サカつくシリーズ初のHD機での発売。試合グラフィックが大幅に強化され、『5』以来となる八塚浩による実況を搭載。またPS3とPS Vitaのクロスプラットフォームでの発売となり、セーブデータの共有やPS3とVita版の相互対戦が可能となる。使用できるのはJリーグとイングランド・スペイン・イタリア・オランダ・ドイツ・フランスの6か国のリーグ。
  - ゲスト出演（☆はTVCMに出演）
    - 中山雅史 - ☆選手（特別イベントあり）、ジャケットも担当。
    - ローラ - ☆秘書
    - 小島瑠璃子 - 秘書
    - 橘ゆりか - リポーター
    - 前園真聖 - コーチ
- Jリーグ プロサッカークラブをつくろう!8 EURO PLUS（2013年10月17日、PlayStation Portable）
2013年データを搭載したPSP最新版。ゲームシステムなどは7をベースにしているが、画面構成などは1週間前に発売された『サカつく』を踏襲している。ゲストキャラクターも『サカつく』と共通している。
- サカつくシュート!（2013年12月10日、iOS/Android）
2015年1月からタイでも、インデックスの現地法人であるIndex Corp（Thailand）を通じて『SakaTsuku SHOOT!』のタイトル名で配信開始[6]。
- プロサッカークラブをつくろう!ロード・トゥ・ワールド（2018年5月、iOS/Android）
欧米タイトル: SEGA POCKET CLUB MANAGER
- プロサッカークラブをつくろう!2025（2025年、PlayStation 4/PlayStation 5/iOS/Android/Steam）
欧米タイトル: SEGA FOOTBALL CLUB CHAMPIONS

## 評価
SS版『Jリーグ プロサッカークラブをつくろう!』はセガサターンマガジンソフトレビューでは7、7、8の22点（平均7.33点）。レビュアーはJリーグに詳しくなかったりアクションゲームやシミュレーションゲームが苦手でも楽しめる内容で試合は結果確認だけでもすぐ可能で経営や育成に専念するのもよく、マニュアルいらずの親切設計、細かい設定も自由にできて練習プログラムは脱帽もの、オープニングや画面レイアウトや試合風景など多くの点でセンスの良さが垣間見える、育成したチームをパスワードによって友達と対戦できるのも嬉しいと賞賛、選手の顔が現実と違ってやや怖い、試合の実況がスムーズであって欲しかったとした。

## 関連作品
- Jリーグ スペクタクルサッカー（ドリームキャスト用サッカーゲーム。「サカつく特大号」及び「同2」で育成したチームを使用してのプレイが可能）
- プロ野球チームをつくろう!（やきゅつく）
- ダービー馬をつくろう!（ダビつく）
- プロレスラーをつくろう!（レスつく。サミーの子会社であるサミーネットワークスから配信されていたが、2015年11月にサービス終了）
- WCCF（サカつくの要素を取り入れたアーケードゲーム。セガグループであるセガ・インタラクティブから発売）
- キャバクラ嬢をつくろう（キャバつく。「龍が如く3」並びに「龍が如く4 伝説を継ぐもの」に登場するミニゲーム。スポーツシミュレーションゲームの「つくろう」シリーズのパロディであるが、このミニゲームは「つくろう」シリーズのスタッフが制作[20]）
- Football Manager（英語版）（サカつくと同ジャンルかつ同じ会社が展開するゲームシリーズ。開発はSports Interactive）